# دختر با هلوها
دختری با هلو (روسی: Девочка с персиками) یک نقاشی مربوط به سال ۱۸۸۷ اثر نقاش روسی والنتین سروف است. این اثر یکی از شناخته‌شده‌ترین نمونه‌های نقاشی پرتره در هنر روسیه به‌شمار می‌آید و اغلب به‌عنوان نمادی از سبک واقع‌گرایانهٔ سروف در دورهٔ اولیهٔ فعالیت هنری‌اش معرفی می‌شود. نقاشی تصویر ورایرا مامتوا، دختر یکی از دوستان خانوادگی سروف را نشان می‌دهد و در گالری ترتیاکوف مسکو نگهداری می‌شود.
این اثر یکی از بزرگ‌ترین آثار سروف و یکی از مشهورترین آثار او محسوب می‌شود. ایگور گرابار، دوست و زندگینامه‌نویس سروف، مورخ هنر روسی، آن را به عنوان «شاهکار نقاشی روسیه» تحسین کرد. طبق کتاب «۱۰۰۰ نقاشی از نبوغ»، اگرچه سبک نقاشی (و سبک اولیه سروف به‌طور کلی) «با امپرسیونیست‌های فرانسوی اشتراکات زیادی دارد، [سروف] تا پس از کشیدن آن با آثار آنها آشنا نشد».

## تاریخچه
این نقاشی، ورا مامونتووا ۱۱ ساله، دختر کارآفرین و حامی برجستهٔ هنر روس، ساوا مامونتوف، را در حال نشستن در اتاقی روشن و تابستانی را به تصویر می‌کشد.
این نقاشی در آبرامتسوو، ملکی نه چندان دور از مسکو، کشیده شده است. آبرامتسوو که تحت مالکیت نویسنده سرگئی آکساکوف بود، به یکی از مراکز فرهنگ روسیه تبدیل شده بود. مامونتوف این مکان را در سال ۱۸۷۰ خریداری کرد و این سنت را ادامه داد. در میان افرادی که در آنجا اقامت داشتند، ایلیا رپین نقاش، ایوان تورگنیف نویسنده، میخائیل وروبل نقاش و مارک آنتوکولسکی مجسمه‌ساز حضور داشتند. این مکان نه تنها مکانی راحت برای هنرمندان بود تا در آن جمع شوند و دربارهٔ موضوعات مهم بحث کنند، بلکه در آن زندگی و خلق کنند.
والنتین سروف ورا مامونتووا را از دوران کودکی‌اش می‌شناخت، زیرا مرتباً از ملک آبرامتسوو مامونتوو بازدید می‌کرد و گاهی اوقات حتی برای مدت طولانی در آنجا زندگی می‌کرد.
سروف بعداً به یاد آورد،
تمام چیزی که می‌خواستم تازگی بود، آن تازگی خاصی که همیشه می‌توانید در زندگی واقعی حس کنید و در نقاشی‌ها نمی‌بینید. من آن را بیش از یک ماه کشیدم و او را، کودک بیچاره، تا سر حد مرگ شکنجه دادم، زیرا می‌خواستم تازگی را در نقاشی تمام‌شده حفظ کنم، همان‌طور که در آثار قدیمی استادان بزرگ می‌بینید.
در سال ۱۸۸۷، این نقاشی جایزه اول نمایشگاه انجمن دوستداران هنر مسکو را از آن خود کرد.
مدل، ورا مامونتووا، توسط ویکتور واسنتسوف در نقاشی «دختری با شاخه افرا» (۱۸۹۶) نیز نقاشی شده است. ورا با رئیس اتحادیه اشراف مسکو، که بعدها دادستان کل شورای عالی کلیسا شد و ازدواج کرد. در سال ۱۹۰۳. آنها صاحب سه فرزند شدند. در سال ۱۹۰۷، در سن ۳۲ سالگی، او به سینه‌پهلو مبتلا شد و تنها چند روز بعد درگذشت. او در آبرامتسوو به خاک سپرده شده است.

## میم اینترنتی
این نقاشی باعث ایجاد یک میم اینترنتی روسی شد، که در آن دختر در سناریوهای طنز قرار می‌گیرد یا با شخص یا شخصیت دیگری جایگزین می‌شود. یکی از تصاویر تغییر یافته، دختری را نشان می‌داد که پشت یک میز بسیار بزرگ پوشیده از انواع غذاها نشسته است و عنوان آن «دختری با هلوها: نسخه کامل» بود.